# Pandora (álbum)
Pandora é o álbum de estreia da cantora brasileira Luísa Sonza, lançado em 14 de junho de 2019, pela Universal Music. O disco contém oito faixas, sendo completado como um álbum visual, tendo Sonza trabalhado como compositora em sete delas, e conta com as participações de Pabllo Vittar, Gaab e Vitão. Pandora tem sua sonoridade majoritariamente pop,  inspirado no soul com canções que vão de R&B até o gospel. Cinco singles foram lançados em suporte ao álbum: "Pior Que Possa Imaginar", "Garupa", "Fazendo Assim", "Bomba Relógio" e "Não Vou Mais Parar".
A versão física foi lançada em 27 de janeiro de 2020, e inclui como faixas bônus dois singles de sucesso que foram lançados anteriormente: "Devagarinho" e "Boa Menina". Para promover o projeto, Sonza realizou uma série de divulgações em programas de televisão, e embarcou posteriormente na sua Pandora Tour.

## Singles
"Pior Que Possa Imaginar" foi lançada como primeiro single do álbum em 22 de março de 2019. O segundo single foi "Garupa" com a participação de Pabllo Vittar, lançado em 14 de junho de 2019 juntamente com o lançamento do disco. Inicialmente lançada como single promocional em março de 2019, "Fazendo Assim" conta com a participação de Gaab e foi lançada como terceiro single em 22 de agosto de 2019. "Bomba Relógio" foi lançada como quarto single em 25 de setembro de 2019 e conta com a participação de Vitão. "Não Vou Mais Parar" é o quinto e último single do álbum, ele foi lançado em 3 de dezembro de 2019. 
"Eliane" foi lançada como single promocional do álbum, e o vídeo musical que conta com a participação especial de sua mãe e sua avó foi lançado em 15 de julho de 2019.

## Recepção da crítica
| Críticas profissionais | Críticas profissionais |
| Avaliações da crítica  | Avaliações da crítica  |
| Fonte                  | Avaliação              |
| ---------------------- | ---------------------- |
| Portal Comenta         | 4.5 de 5 estrelas.     |
| ItPOP                  | Favorável              |
| G1                     | Mista                  |
| Purebreak Brasil       | Favorável              |

Logo após seu lançamento Pandora recebeu críticas em sua maioria favoráveis ao álbum. Nathália Accioly do ItPop elogiou os vocais de Luísa e comentou: "Em apenas 8 músicas, a artista transita entre diversas sonoridades que compõe o pop nacional e nos entrega um trabalho redondinho...". Já Braulio Lorentz do G1 elogiou as faixas "Eliane", "Apenas Eu" e "Fazendo Assim" com Gaab, no qual ele disse ser a melhor colaboração do disco, mas não aprovou "Bomba Relógio", segundo ele a participação de Vitão não acrescentou muito na canção. A grande maioria comentou que o disco em si foi uma boa estreia, mas não curtiram ele ter apenas 8 faixas, dizendo que a cantora poderia fazer algo com maior duração.

## Lista de faixas
| Pandora – Edição padrão |                              |                                                               |                                  |         |  |
| N.º                     | Título                       | Compositor(es)                                                | Produtor(es)                     | Duração |  |
| 1.                      | "Eliane"                     | Luísa Sonza Francisco Gil                                     | Sergio Santos Ruxell Pablo Bispo | 3:16    |  |
| 2.                      | "Garupa" (com Pabllo Vittar) | Arthur Marques Maffalda Zebu Bispo Vittar Rodrigo Gorky       | Gorky                            | 2:08    |  |
| 3.                      | "Não Vou Mais Parar"         | Sonza Wallace Vianna André Vieira Pedro Breder Matheus Santos | Hitmaker                         | 2:49    |  |
| 4.                      | "Fazendo Assim" (com Gaab)   | Sonza Vianna Gabriel Fernando Luan Rafael Dennis Andrade      | Hitmaker                         | 2:39    |  |
| 5.                      | "Saudade da Gente"           | Sonza Vianna Bibi Breder Santos Vieira                        | Hitmaker                         | 3:20    |  |
| 6.                      | "Bomba Relógio" (com Vitão)  | Sonza Victor Carvalho Vianna Vieira Breder                    | Hitmaker                         | 3:30    |  |
| 7.                      | "Pior Que Possa Imaginar"    | Vianna MC Tha Vieira Breder Bibi L. Vaz                       | Hitmaker                         | 2:16    |  |
| 8.                      | "Apenas Eu"                  | Sonza Vianna Vieira Breder                                    | Hitmaker                         | 4:19    |  |
| Duração total:          | Duração total:               | Duração total:                                                | Duração total:                   | 24:17   |  |

| Pandora – Faixas bônus da edição deluxe |                |                                        |                 |         |  |
| N.º                                     | Título         | Compositor(es)                         | Produtor(es)    | Duração |  |
| 9.                                      | "Devagarinho"  | Vieira Breder Vianna                   | Hitmaker        | 2:17    |  |
| 10.                                     | "Boa Menina"   | Sonza Marques Diego Timbó Renan Soares | Marques DJ Thai | 2:27    |  |
| Duração total:                          | Duração total: | Duração total:                         | Duração total:  | 29:01   |  |

## Turnê
| Data                    | Cidade                | País           | Local                                  |
| América do Sul          | América do Sul        | América do Sul | América do Sul                         |
| ----------------------- | --------------------- | -------------- | -------------------------------------- |
| 17 de julho de 2019     | São Paulo             | Brasil         | Audio Club                             |
| 10 de agosto de 2019    | São Paulo             | Brasil         | Audio Club                             |
| 7 de setembro de 2019   | Brasília              | Brasil         | Estacionamento Mané Garrincha          |
| 28 de setembro de 2019  | Rio de Janeiro        | Brasil         | Quadra da Portela                      |
| 17 de outubro de 2019   | Serra                 | Brasil         | Pavilhão de Carapina                   |
| 1° de novembro de 2019  | São José do Rio Preto | Brasil         | Clube Monte Líbano                     |
| 2 de novembro de 2019   | Volta Redonda         | Brasil         | Clube Comercial                        |
| 19 de novembro de 2019  | São Paulo             | Brasil         | Espaço das Américas                    |
| 23 de novembro de 2019  | São Paulo             | Brasil         | Arena Anhembi                          |
| 30 de novembro de 2019  | Fortaleza             | Brasil         | Praça Verde do Dragão do Mar           |
| 7 de dezembro de 2019   | Campinas              | Brasil         | Campinas Hall                          |
| 14 de dezembro de 2019  | Belo Horizonte        | Brasil         | Esplanada do Mineirão                  |
| 14 de janeiro de 2020   | Rio de Janeiro        | Brasil         | FM Hall                                |
| 18 de janeiro de 2020   | Sorocaba              | Brasil         | E-dub Two                              |
| 19 de janeiro de 2020   | Rio de Janeiro        | Brasil         | NAU Cidades Santo Cristo               |
| 31 de janeiro de 2020   | Xangri-lá             | Brasil         | Sede Campestre da SABA                 |
| 8 de fevereiro de 2020  | São Paulo             | Brasil         | Jockey Club de São Paulo               |
| 16 de fevereiro de 2020 | São Paulo             | Brasil         | Avenida Engenheiro Luís Carlos Berrini |
| 20 de fevereiro de 2020 | Belo Horizonte        | Brasil         | Espaço Gofree                          |
| 22 de fevereiro de 2020 | Xangri-lá             | Brasil         | Privilège Xangri-lá                    |
| 23 de fevereiro de 2020 | Rio de Janeiro        | Brasil         | Sambódromo da Marquês de Sapucaí       |
| 24 de fevereiro de 2020 | Rio de Janeiro        | Brasil         | Sambódromo da Marquês de Sapucaí       |
| 7 de julho de 2020      | São Paulo             | Brasil         | Allianz Parque                         |

### Showscancelados
| Data                 | Cidade         | País           | Local                        | Motivo                |
| -------------------- | -------------- | -------------- | ---------------------------- | --------------------- |
| 25 de junho de 2020  | Miami Beach    | Estados Unidos | LIV Nightclub                | Pandemia de COVID-19. |
| 27 de junho de 2020  | Nova Iorque    | Estados Unidos | Pier 96 at Hudson River Park | Pandemia de COVID-19. |
| 30 de junho de 2020  | West Hollywood | Estados Unidos | The Roxy                     | Pandemia de COVID-19. |
| 14 de agosto de 2020 | Rosarito       | México         | Papas n' Beer                | Pandemia de COVID-19. |
| 21 de agosto de 2020 | Rosarito       | México         | Papas n' Beer                | Pandemia de COVID-19. |